# Ganga (glasba)
Ganga (cirilica Ганга) je vrsta petja, ki izvira iz ruralnega dinarskega gorskega območja. Najpogosteje ga najdemo v regijah Hercegovine in Dalmacije, vendar ga lahko najdemo tudi v zahodni Bosni, Liki, Kordunu in na podeželju severozahodne Črne gore. Zanj je značilno, da sam pevec zapoje eno vrstico besedila, ki mu sledijo drugi, ki uporabljajo vokalni slog, ki ga najbolje opišemo kot jok.
Ganga je bila zgodovinsko tesno povezana z regijo Hercegovine, kjer se je razvila kot močan občutek kulturne identitete. Da bi zagotovili njen obstanek, sta tako Bosna in Hercegovina kot Hrvaška sprejeli ukrepe za zaščito gange kot dela svoje kulturne dediščine in spodbujanje njenega izvajanja.

## Opis
Ganga je izrazna oblika petja. Čeprav tako moški kot ženske redno izvajajo gango, je izjemno nenavadno, da nastopata skupaj, čeprav ni bilo nenavadno, da katoliški in muslimanski moški nastopata skupaj. Ganga je kultura, ki jo večinoma najdemo v majhnih mestih in vaseh.
Ganga je disonantna oblika petja, ki uporablja dve nasprotujoči si noti za projiciranje zvoka na velike razdalje. Na primer, če ena oseba poje noto C, druga oseba zapoje bodisi pol tona zgoraj ali spodaj (B ali C♯). Gango tradicionalno prepevajo ovčarji po dolinah za medsebojno komunikacijo na dolge razdalje.

## Razširjenost
V Zahodni Hercegovini (Bosna in Hercegovina):
- Belevarijska (Širokobriješka) ganga, v okolici Širokega Brijega proti vzhodu do Mostarja in Čitluka.
- Bekijska ganga, v okolici Posušja in Grud
- Najinska ganga, na območju Ljubuškega
- Duvanjska ganga, v okolici Tomislavgrada (nekdanje Duvno) in Livna

V Dalmatinski zagori (Hrvaška):
- Imotska ganga, v okolici Imotskega (Imotska krajina)

V jugozahodni Bosni (Bosna in Hercegovina):
- Ramska ganga, v regiji Prozor-Rama

## Zgodovina
Ganga je ostanek arhaičnega večglasnega petja, ki ga najdemo po vsej dinarski regiji. Sčasoma je lokalno prebivalstvo razvilo svojo lastno različico starodobnega petja, kot je ojkanje, grleni slog petja iz Dalmacije, krik izvika iz zahodne Srbije ali izopolifonija Albanije in Severne Makedonije. V začetku 20. stoletja je duhovnik in muzikolog Branko Marić teoretiziral, da izraz ganga izhaja iz albanske besede kënga, kar pomeni 'pesem', možni ostanek starih Ilirov. Vendar pa so drugi teorijo zavrnili in predlagali, da izhaja iz zvokov, ki jih oddaja glas izvajalcev (gn-gn ali gan-gan).
Izvajalci gange so v zgodovini peli o stvareh, ki se nanašajo nanje, od tegob kmečkega dela do radosti, ki jih človek najde v življenju. Zaradi svojih korenin v podeželskih gorah je širša družba na gango pogosto gledala kot na staromodno ali primitivno tradicijo. Novejši prevodi gange so začeli obravnavati politična vprašanja, pogosto prevzemajo odkrite nacionalistične prizvoke in vključujejo teme iz vojn in konfliktov. Več priljubljenih hrvaških glasbenikov je v svoje delo vključilo nekaj gange, kot so folklorni pevec Mate Bulić in pop zvezde Nina Badrić ter Severina, slednja s svojo pesmijo na Evroviziji.
Od leta 2009 je ganga zaščitena s strani hrvaškega ministrstva za kulturo, da bi ohranila in spodbudila njeno preučevanje. Leta 2014 sta Hrvaška in Bosna in Hercegovina sklenili partnerstvo, da bi začeli skupen projekt pri razvoju skupne kulturne dediščine, ki temelji na bećarcu in gangi – oblikah ljudskih pesmi, zaščitenih kot nesnovna kulturna dediščina. Je del večjega programa čezmejnega sodelovanja, ki ga financira Evropska unija za obnovo in ohranjanje kulturne in zgodovinske dediščine. Leta 2019 je mesto Tomislavgrad v Bosni in Hercegovini po gangi poimenovali trg kot priznanje za njeno vlogo kot del kulturne dediščine mesta.